# Sultan Azlan Shah Stadium
Le Sultan Azlan Shah Stadium est un stade de hockey sur gazon à Ipoh, Perak, Malaisie. C'est le lieu permanent de la Sultan Azlan Shah Cup.